# Epipedocera vitalisi
Epipedocera vitalisi är en skalbaggsart som beskrevs av Maurice Pic 1922. Epipedocera vitalisi ingår i släktet Epipedocera och familjen långhorningar.
Artens utbredningsområde är Laos. Inga underarter finns listade i Catalogue of Life.